# Tramvajová doprava v Bělehradu

Schéma tramvajových linek v Bělehradě

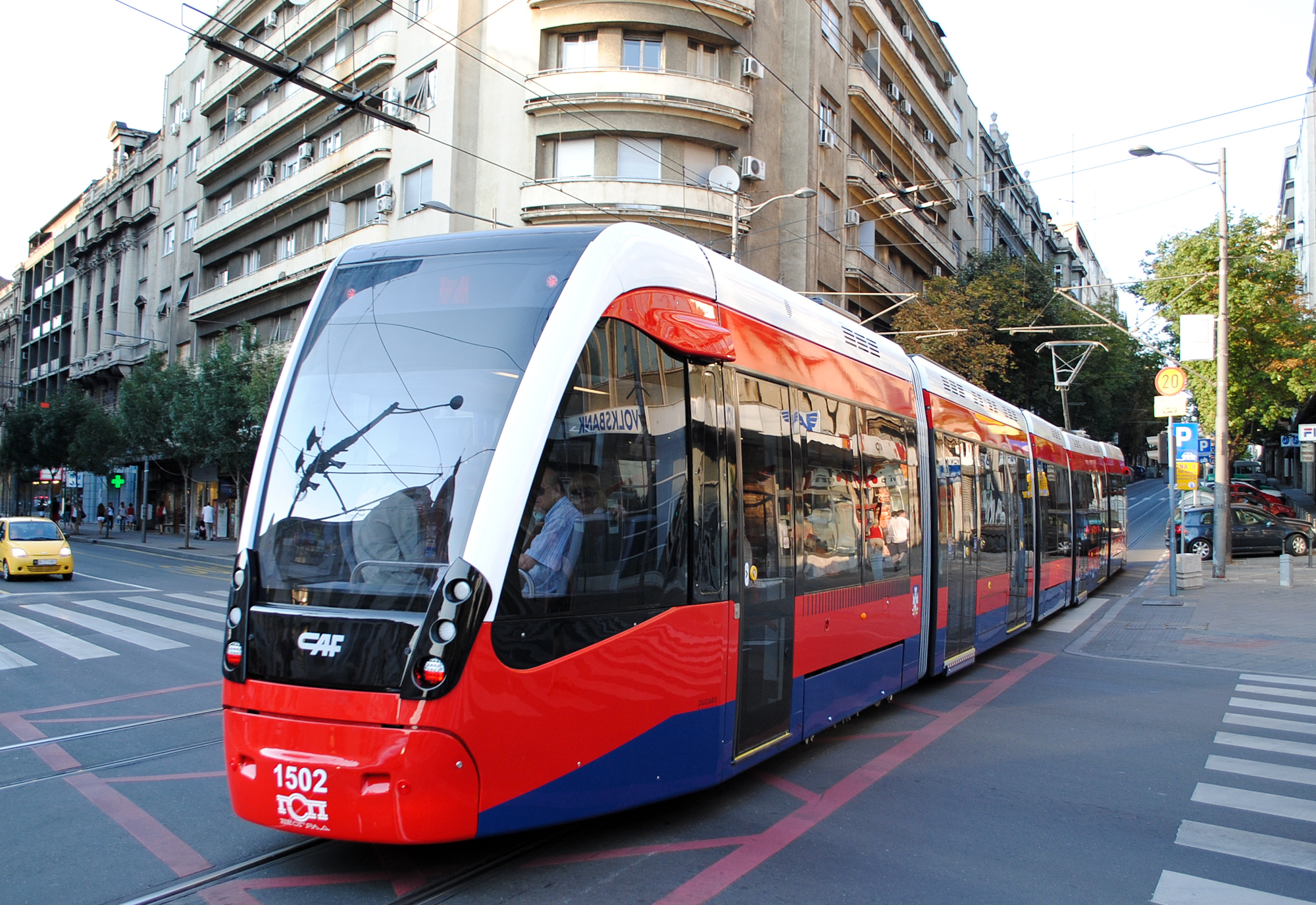
Bělehradský vůz CAF

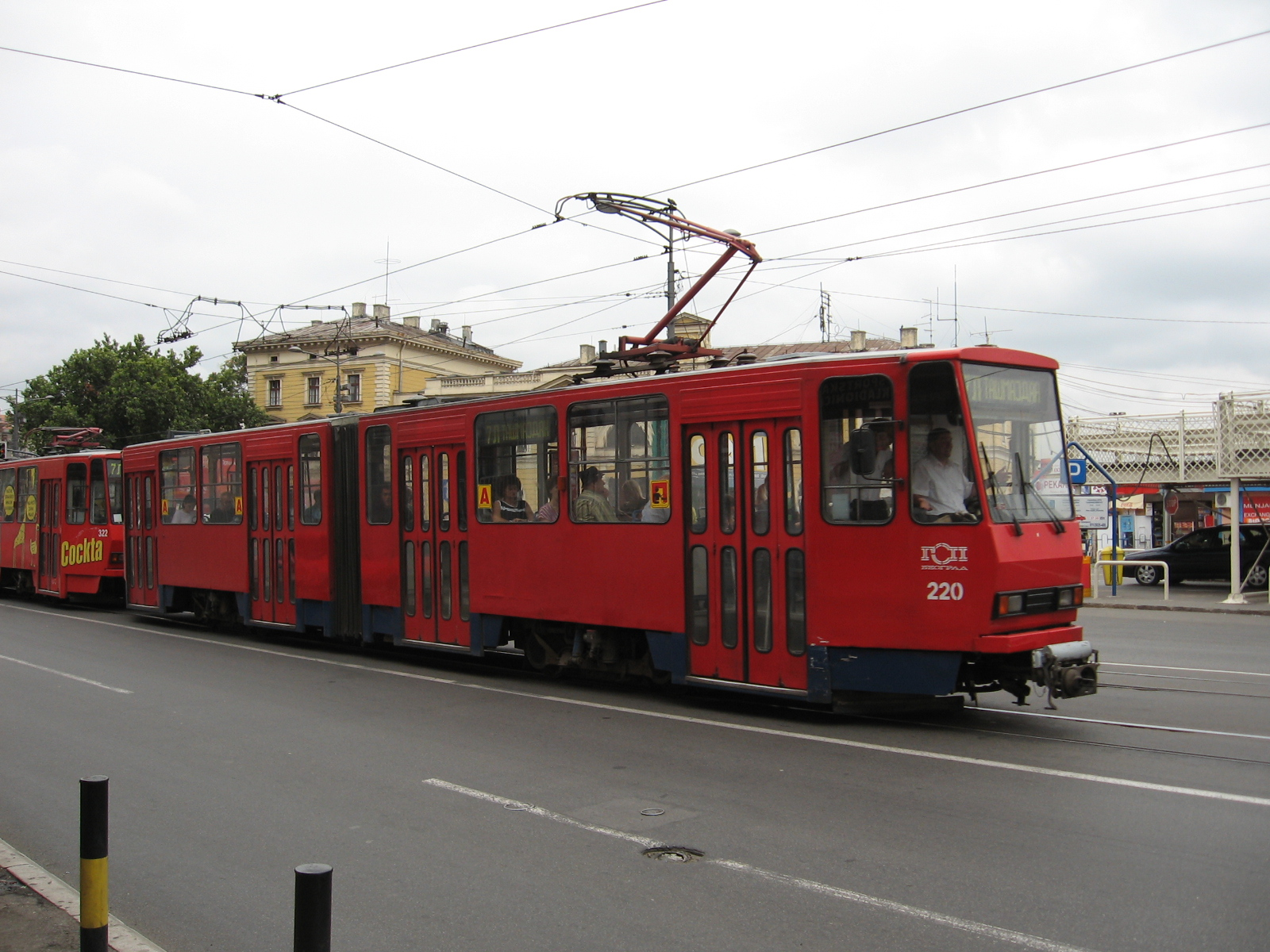
Bělehradský vůz Tatra KT4YU

V Bělehradě, hlavním městě Srbska, je v provozu tramvajová doprava.

## Historie
Historie tramvajového provozu v Bělehradě začíná roku 1892. V tomto roce zde byla otevřena první trať s metrovým rozchodem kolejí, který se zachoval dodnes; jednalo se o koňku. O další dva roky později se však začalo s výstavbou elektrické tramvaje. Ta nahradila animální trakci postupně do roku 1905; v dalších letech však rozvoj spíše stagnoval.
Meziválečné období navíc tramvajím uštědřilo ránu v podobě zavedení autobusové dopravy, vznikly však i nové trati, například do předměstí Zemun roku 1935; tramvaje tak překročily řeku Sávu.
Druhá světová válka přinesla velké ztráty pro Bělehrad, a samozřejmě i pro jeho tramvajovou dopravu. Zničen byl i most přes Sávu.
Poničena byla kromě mnoha vozů i spousta tratí; rekonstrukce do původního stavu pokračovaly velmi pomalu. Navíc se vyskytly problémy rovněž i s pořizováním zcela nových vozů. Až teprve v 80. letech 20. století se do vozového parku města zařadily tramvaje československé výroby, typu Tatra KT4 v exportním provedení pro Jugoslávii (KT4YU). Tyto vozy se zde objevily relativně pozdě; do SFRJ byly totiž vozy československého původu dodávané již od roku 1967. Stejné to bylo i s rozšiřováním sítě; první nové tratě přibyly až také v polovině 80. let. Tramvají se tak místní obyvatelé mohli svézt opět přes Sávu a do čtvrti Novi Beograd. Celková délka sítě tak byla 42 km; z konstrukčního hlediska byly všechny trati dvojkolejné.
Po rozpadu SFRJ se stalo Srbsko součástí Svazové republiky Jugoslávie. Obnova, kterou vozový park potřeboval, nebyla možná po téměř deset let. Poslední dobou jsou ale do provozu zařazovány ojeté vozy, původem z Basileje (celkem 40 tramvají). Díky tomu se tak daří zlepšovat kvantitu spojů směrem k předválečné úrovni. Existovaly rovněž i snahy zařadit do provozu také tramvaje vyrobené v České republice.